# Museo Édith Piaf
El museo Édith-Piaf (en francés: musée Édith-Piaf) es un museo parisino dedicado a la memoria de la cantante francesa Édith Piaf que está abierto al público con cita previa. Se encuentra en el número 5 de la calle Crespin-du-Gast en el distrito 11 de París, Francia.

## Descripción
El museo Édith Piaf es un museo privado, gestionado por la asociación «Les Amis d' Édith Piaf», dedicado a la memoria de la cantante Édith Piaf. El museo ha sido creado en 1977 por Bernard Marchois, amigo y autor de biografías sobre Édith Piaf. En este apartamento de dos ambientes vivió la cantante durante un año, en 1933. Se encuentra localizado en un cuarto piso del barrio de Ménilmontant.
Contiene recuerdos de la artista: fotografías, cartas, partituras, carteles, vestidos de escenario y ropa de calle, incluidos sus famosos vestidos negros, accesorios, grabaciones, esculturas, pinturas, una parte de los discos de oro y platino recibidos y una colección de porcelanas, etc.
Las vistas son gratuitas, comentadas en francés, y solo con cita previa. Ofrece un sector de librería y tienda.